# Kiyoshi Suzuki (photographe)
Kiyoshi Suzuki (鈴木 清, Suzuki Kiyoshi, 1943-2000) est un photographe japonais. il commence à photographier à la fin des années 1960 dans la ville d'Iwaki, préfecture de Fukushima, où il est né le 30 novembre 1943. Il travaille pendant trente ans dans un relatif isolement. La façon de Suzuki de concevoir ses livres de photographie, couche après couche après couche, devient centrale dans son art.

## Expositions personnelles
- Burāman no hikari (ブラーマンの光?) / India. 1969[1].
- Tenmaku no machi (天幕の街?) / Mind Games. Ginza salon Nikon (Tokyo), 1980[2].
- (路上の愚者浦崎哲雄への旅?). 1983[1].
- Gyōkan no nagame Gypsy wind Watakushi no 12-satsu (行間の眺 gypsy wind 私の12?). 1984[1].
- (茶昆の赤 長谷川利行東京放浪地図?). 1985[1].
- (夢の走り 上海釜山ニ郷物語?). 1985[1].
- (天地劇場?). 1987[1].
- Nagare no uta (流れの歌?) / Sunday Picture. 1989[1].
- Fool's paradise (Tōkyō, Shōwa 61;63nen) (Fool's paradise (東京・昭和61～63年?). Shinjuku salon Nikon (Tokyo), 1989[3].
- (光の暴減?). 1991[4].
- Kota Jakaruta (コタ・ジャカルタ?) / Southern Breeze. 1990s[5].
- (母の溟?) / From the Border. Ginza salon Nikon (Tokyo), 1992. (deux fois, la seconde fois pour célébrer le prix Ina Nobuo)[6].
- Nagare no uta yori (流れの歌より?) / Soul and Soul. années 1990[5].
- (修羅の圏?). Ginza salon Nikon (Tokyo), 1995[7].
- Handoreddo suteppu 1967-95 (ハンドレッド・ステップ 1967;95?). Ginza salon Nikon (Tokyo), 1995[7].
- Dyurasu no ryōdo (デュラスの領土?). 1996;98[1].
- Kiyoshi Suzuki: Soul and Soul, 1969-1999. Noorderlicht Photogallery (Groningen), mars/mai 2008.

## Albums de Suzuki
- (ja) Nagare no uta: Suzuki Kiyoshi shashinshū (流れの歌 鈴木清写真集?) / Soul and Soul. [Yokohama]: [Kiyoshi Suzuki], 1972. Sous-titres (y compris le lieu et l'année) en japonais uniquement.
  - Facsimile edition. Tokyo : Hakusuisha, 2010.  (ISBN 978-4-560-08100-6). Pages de garde supplémentaires et couverture anti poussière, plus une brochure de 12 pages avec un commentaire de Kōtarō Iizawa et une chronologie en japonais et en anglais.
- (ja + en) Burāman no hikari: Suzuki Kiyoshi shashinshū (ブラーマンの光 鈴木清写真集?). Yokohama : Sansara, 1976. Photographies d'Inde. Sous-titres (noms de lieux) en caractères latins seulement, un court texte en japonais et en anglais
- Tenmaku no machi (天幕の街?) / Mind Games. Yokohama: (遊幻舎?)[8] 1982.
- Yume no hashiri 1982;1987 (夢の走り: 1982-1987?) / Street Shuffle. Yokohama : Ocean Books[8], 1988.
- Nikutai no jidai: Taikenteki '60 nendai bunkaron ((肉体の時代―体験的'60年代文化論?)). Tokyo: Gendai Shokan, 1989. Texte de Kōshi Ueno (上野昂志?), Ueno Kōshi); photographies de Suzuki.
- Gusha no fune: Tōkyō Shōwa 61;63: Suzuki Kiyoshi shashinshū (愚者の船: 東京・昭和61-63年 鈴木清写真集?) / The Ship of Fools. Tokyo: IBC, 1991.  (ISBN 4-87198-843-0).
- Tenchi gijō (天地戯場: 鈴木清写真集 1990←92 2?) / Kiyoshi Suzuki Photographs 1990-92. Yokohama : Taman Saribukkusu[8], 1992.
- Shūra no tani (修羅の圏: 自伝 鈴木清 7?) / Finish Dying. Yokohama: Deku Bukkusu, 1994.
- Dyurasu no ryōdo: Marugeritto Dyurasu no Ajia (デュラスの領土: マルグリット・デュラスのアジア?) / Durasia. Yokohama: G. Sāguru[8], 1998.
- Soul and Soul 1969;1999. Groningen: Aurora Borealis, 2008.  (ISBN 978-90-76703-35-0). A reprint of Suzuki's extensively marked up dummy of the 1972 book.

## Sources
- (ja) Nakamura Hiromi (中村浩美?). Suzuki Kiyoshi. Nihon shashinka jiten (日本写真家事典?) / 328 Outstanding Japanese Photographers. Kyoto : Tankōsha, 2000.  (ISBN 4-473-01750-8). p. 185.
- (ja) Shashinka wa nani o hyōgen shita ka: 1960; 1980 (写真家はなにを表現したか1960～1980?), What were photographers expressing? 1960-1980). Tokyo : Konica Plaza, 1992.